# Předbořický potok
Předbořický potok protéká severní částí obce Kovářov a jihovýchodní částí obce Petrovice na pomezí Středočeského a Jihočeského kraje. Délka toku činí 7,5  km. Plocha povodí měří 18,92 km².

## Průběh toku
Potok vytéká z pramenného rybníka Jezero v nadmořské výšce 526 m. Tok je nejprve sveden do potrubí a na povrch se dostává na kraji blízké vesnice Předbořice. Dále míří k severovýchodu mezi vesnicemi Radešín a Zahrádka. Protéká vesničkou Rybníček a pod Krašovicemi se u Červeného mlýna z levé strany vlévá do říčky Brziny.

### Přítoky
- levé – Luční potok, Radešínský potok, Mokřický potok
- pravé – Řenkovský potok, potok Zahrádka